# Mountain Park (Oklahoma)
Mountain Park é uma cidade  localizada no estado norte-americano de Oklahoma, no Condado de Kiowa.

## Demografia
Segundo o censo norte-americano de 2000, a sua população era de 390 habitantes.
Em 2006, foi estimada uma população de 380, um decréscimo de 10 (-2.6%).

## Geografia
De acordo com o United States Census Bureau tem uma área de
2,0 km², dos quais 2,0 km² cobertos por terra e 0,0 km² cobertos por água.

## Localidades na vizinhança
O diagrama seguinte representa as localidades num raio de 20 km ao redor de Mountain Park.